# Pałac w Wojnowicach
Pałac w Wojnowicach – pałac z XIX wieku położony w Wojnowicach w województwie śląskim, w powiecie raciborskim w gminie Krzanowice, ok. 5 km od Raciborza.
Założenie pałacowo-parkowe w Wojnowicach wyróżnia się architekturą oraz otaczającą pałac przyrodą. Pałac został zbudowany w latach trzydziestych XIX wieku. Obecny kształt tego obiektu w stylu neobarokowo-klasycystycznym, powstał w wyniku gruntownej przebudowy i rozbudowy w ostatnich latach XIX wieku. Otacza go 4,5-hektarowy park, z okazałymi i rzadkimi gatunkami drzew oraz krzewów i ciekawymi aranżacjami parkowymi, otoczony wysokim murem z cegły klinkierowej, z dwiema dużymi, żelaznymi bramami.
Od jesieni 2018 roku, pałac wrócił do swej historycznej funkcji (miejsce zamieszkania właściciela) i nie jest już udostępniany do zwiedzania.

## Historia Pałacu
W 1828 roku młody, mający zaledwie 24 lata lekarz, Carl Johann Christian Kuh, pochodzący z bogatej rodziny z Wrocławia, nabył w wyniku spadku po ojcu (oraz cesji praw majątkowych z matki i rodzeństwa) w Wojnowicach 425 hektarów gruntów. W 1829 roku złożył hołd lenny i stał się właścicielem ziemskim. W miejscu gdzie dziś stoi pałac, prof. Kuh wybudował okazały wohnhaus, w którym to w latach trzydziestych XIX wieku dokonywał, nierzadko nieodpłatnie, operacji chirurgicznych oka, stając się znany i ceniony na Śląsku.
Profesor w roku 1843 stał się jedynym właścicielem kopalni „Charlotte” (obecnie KWK Rydułtowy), a w następnych latach również kilku mniejszych: (Eleonora, Von der Heydt, Durant, Minna, Michał, Witt von Doring). Tym samym stał się największym w okolicy producentem węgla. W czasie jego rządów w kopalni Charlotte powstały lub zostały pogłębione szyby: Bernhard, Cuno, Agnes, Erbreich, Pinder, Prinz Schonach i Karl I. Po śmierci profesora w 1872 r. Wszystkie kopalnie i nadania przejęła rodzina, która w 1884 r. utworzyła „Nową zjednoczoną kopalnię Charlotte”. O ogromie tego przedsiębiorstwa może świadczyć fakt, iż na terenie miejscowości: Gaszowice, Łuków Śląski, Piece, Czernica, Rydułtowy Górne i Dolne, Krzyżkowice, Pszów, Pszowskie Doły, Kokoszyce, Radlin i Zawada dysponowało ono 18478 hektarami gruntów.
W czerwcu 1875 roku od spadkobierców prof. Kuha nabył dobra wojnowickie za 410 000 talarów rotmistrz w pułku kirasjerów v. Seydlitz z Magdeburga, Heinrich Friedrich August von Banck. Na przełomie XIX i XX wieku, budynek został gruntownie przebudowany i rozbudowany na okazały pałac (od tego czasu na pocztówkach widniał jako Schloss Woinowitz) w stylu neobarokowo-klasycystycznym, w której to formie szczęśliwie dotrwał do dziś.
W 1912 roku, wojnowicki majorat, obejmujący pałac, folwark oraz 738 ha gruntów, przejął syn, Eduard Karl Christian Eugen von Banck, piastujący godność radcy rządowego. W marcu 1924 r. poślubił córkę właściciela dóbr rycerskich w Kornicach i Ciężkowicach, Marię Adelheid von Dittrich, z którą miał czwórkę dzieci.
Pałac został opuszczony tuż przed nadejściem frontu, wiosną 1945 roku.
Do końca wojny był własnością szanowanej w okolicy rodziny szlacheckiej von Banck. Po wojnie, kompleks parkowo-pałacowy służył jako ośrodek przygotowawczy na studia wyższe. Potem mieścił biura i mieszkania PGR-u, by w latach sześćdziesiątych zostać zamieniony na szpital. W roku 2000 szpital wyprowadził się a właścicielem stał się skarb państwa. Od 2003 roku jest własnością prywatną. W salach znów pojawiły się zabytkowe kominki i piece kaflowe, sufity odzyskały swój dawny blask dzięki sztukateriom i nastrojowym żyrandolom, a wnętrza wypełnione są zabytkowymi meblami, obrazami i ciekawymi przedmiotami. Po latach funkcjonowania jako dom przyjęć, muzeum wnętrz i miejsce do organizowania wszelkiego rodzaju eventów, w lipcu 2018 r. pałac powrócił do swej historycznej funkcji, tzn. służy jako miejsce zamieszkania właściciela.

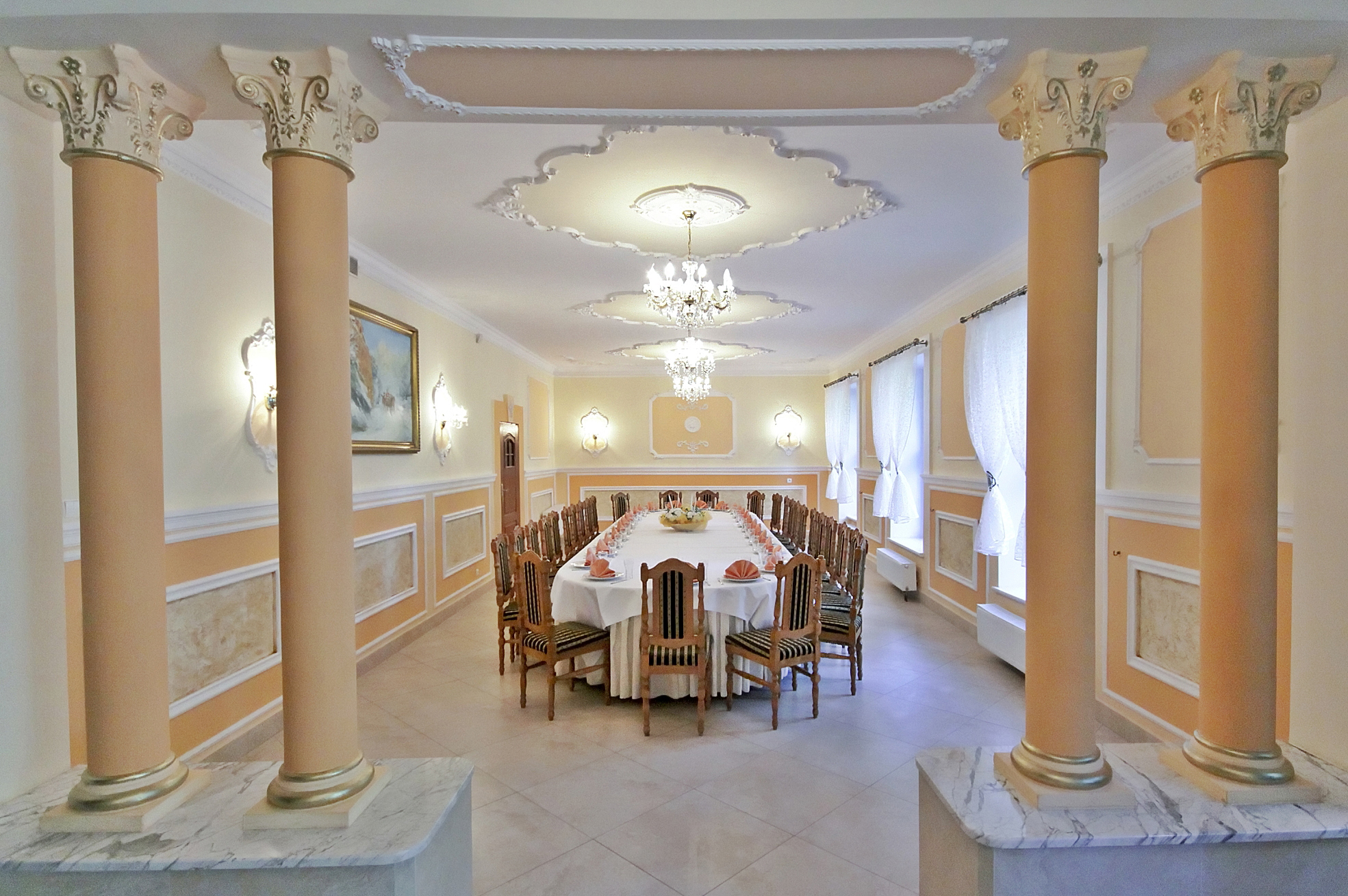
Restauracja

## Muzeum Horroru
Muzeum Horroru udostępnione zostało dla zwiedzających we wrześniu 2012 roku. Obejmowało ono 10 sal tematycznych, od bardzo realistycznych (sceny typu gore, gilotyna, szkielety), po sceny baśniowe. Była też sala kinowa (najlepsze fragmenty horrorów w historii kina) oraz sala interaktywna, gdzie można było pozować do zdjęć wśród narzędzi tortur. Muzeum zakończyło swą działalność w lipcu 2018 roku.

## Muzeum Dawnej Wsi
Muzeum Dawnej Wsi w Pałacu w Wojnowicach powstało z inicjatywy, staraniem i w znacznej części ze zbiorów aktualnego właściciela pałacu, jak również dzięki darowiznom osób prywatnych. Sporo pojedynczych eksponatów podarowali mieszkańcy Wojnowic i okolicy, co zresztą stało się niemal regułą. Ludzie wyciągają z piwnic i strychów różne zapomniane, a ciekawe przedmioty, pragną by ocalały one przed zniszczeniem i zapomnieniem, i znalazły swe miejsce w muzeum. Listy darczyńców, wiszące w ozdobnych ramkach na ścianie, systematyczne są uzupełniane i obejmują już ponad 120 osób.
Wśród najciekawszych eksponatów: 200-letnia stupa do tłoczenia grochu, drewniane brony, żarna, różnego rodzaju urządzenia do wyrabiania masła, sera, elementy uprzęży dla koni i krów, koszyki do chleba, formy do masła, różnego typu stare żelazka, pralka „prawie automatyczna”, maglownice, butelki z raciborskich browarów i wiele, wiele innych. Nie zabrakło też zabytkowej, domowej „wygódki”, szkolnych tabliczek, pamiątek ślubu, komunii, czy z I wojny światowej.
Muzeum mieściło się na I piętrze, w północno-zachodnim skrzydle pałacu. Uroczyste otwarcie nastąpiło 9 sierpnia 2008 roku i od tego dnia było ono dostępne dla zwiedzających. Chętnie widziane były grupy, w szczególności szkoły, przedszkola, obozy, jak również osoby indywidualne. Muzeum Dawnej Wsi zakończyło swą działalność, podobnie jak inne przedsięwzięcia realizowane w wojnowickim pałacu, w lipcu 2018 roku.

## Pałacowy park
4,5-hektarowy park jest otoczony murem z cegły klinkierowej, z dwiema kutymi, żelaznymi bramami. W parku występuje szereg rzadkich gatunków drzew i krzewów. Wśród nich trzeba wymienić pomnikowych rozmiarów buki czerwone (najgrubszy ma 675 cm obwodu w pierśnicy), dęby odmiany czerwonej, bezszypułkowej i dąb błotny, oraz wiązy i brzozy czarne oraz kasztanowce. Prócz pospolitego białego, w parku jest też kasztanowiec żółty, odmiany wirginijskiej, będący dużym krzewem kasztanowiec drobnokwiatowy, a także kasztan jadalny. Inne drzewa w parku to: kłęki kanadyjskie, klony, jesiony wyniosłe, leszczyna turecka, korkowiec amurski, oraz bardzo stary dereń jadalny oraz rzadko w Polsce spotykany, pochodzący z górskich lasów Azji, skrzydłorzech kaukaski.
Od kilku lat w parku znajduje się 1,5-hektarowa zagroda dla zwierząt, w której są daniele, kozy i owce wrzosówki. W parku żyją też dzikie zwierzęta: puszczyki, dzięcioły, kawki, szpaki, sikorki modraszki i sikorki bogatki, kopciuszki, kowaliki, kosy, sroki, sójki, wróble, śpiewaki, grzywacze, pliszki siwe, kapturki, mazurki, bażanty, dzikie kaczki, bociany, zięby, pliszki siwe, jemiołuszki, jeże i żaby drzewne.
Wieczorami słychać śpiew słowików, ale nic nie może się równać z wieczornymi koncertami żab w stawie, w porze godowej.